# 1226
Portal Geschichte | Portal Biografien | Aktuelle Ereignisse | Jahreskalender | Tagesartikel

◄ |
12. Jahrhundert |
13. Jahrhundert
| 14. Jahrhundert | ►

◄ |
1190er |
1200er |
1210er |
1220er
| 1230er | 1240er | 1250er | ►

◄◄ |
◄ |
1222 |
1223 |
1224 |
1225 |
1226
| 1227 | 1228 | 1229 | 1230 | ► | ►►
Staatsoberhäupter  · Nekrolog
| Januar | Januar | Januar | Januar | Januar | Januar | Januar | Januar |
| Kw     | Mo     | Di     | Mi     | Do     | Fr     | Sa     | So     |
| ------ | ------ | ------ | ------ | ------ | ------ | ------ | ------ |
| 1      |        |        |        | 1      | 2      | 3      | 4      |
| 2      | 5      | 6      | 7      | 8      | 9      | 10     | 11     |
| 3      | 12     | 13     | 14     | 15     | 16     | 17     | 18     |
| 4      | 19     | 20     | 21     | 22     | 23     | 24     | 25     |
| 5      | 26     | 27     | 28     | 29     | 30     | 31     |        |

| Februar | Februar | Februar | Februar | Februar | Februar | Februar | Februar |
| Kw      | Mo      | Di      | Mi      | Do      | Fr      | Sa      | So      |
| ------- | ------- | ------- | ------- | ------- | ------- | ------- | ------- |
| 5       |         |         |         |         |         |         | 1       |
| 6       | 2       | 3       | 4       | 5       | 6       | 7       | 8       |
| 7       | 9       | 10      | 11      | 12      | 13      | 14      | 15      |
| 8       | 16      | 17      | 18      | 19      | 20      | 21      | 22      |
| 9       | 23      | 24      | 25      | 26      | 27      | 28      |         |

| März | März | März | März | März | März | März | März |
| Kw   | Mo   | Di   | Mi   | Do   | Fr   | Sa   | So   |
| ---- | ---- | ---- | ---- | ---- | ---- | ---- | ---- |
| 9    |      |      |      |      |      |      | 1    |
| 10   | 2    | 3    | 4    | 5    | 6    | 7    | 8    |
| 11   | 9    | 10   | 11   | 12   | 13   | 14   | 15   |
| 12   | 16   | 17   | 18   | 19   | 20   | 21   | 22   |
| 13   | 23   | 24   | 25   | 26   | 27   | 28   | 29   |
| 14   | 30   | 31   |      |      |      |      |      |

| April | April | April | April | April | April | April | April |
| Kw    | Mo    | Di    | Mi    | Do    | Fr    | Sa    | So    |
| ----- | ----- | ----- | ----- | ----- | ----- | ----- | ----- |
| 14    |       |       | 1     | 2     | 3     | 4     | 5     |
| 15    | 6     | 7     | 8     | 9     | 10    | 11    | 12    |
| 16    | 13    | 14    | 15    | 16    | 17    | 18    | 19    |
| 17    | 20    | 21    | 22    | 23    | 24    | 25    | 26    |
| 18    | 27    | 28    | 29    | 30    |       |       |       |

| Mai | Mai | Mai | Mai | Mai | Mai | Mai | Mai |
| Kw  | Mo  | Di  | Mi  | Do  | Fr  | Sa  | So  |
| --- | --- | --- | --- | --- | --- | --- | --- |
| 18  |     |     |     |     | 1   | 2   | 3   |
| 19  | 4   | 5   | 6   | 7   | 8   | 9   | 10  |
| 20  | 11  | 12  | 13  | 14  | 15  | 16  | 17  |
| 21  | 18  | 19  | 20  | 21  | 22  | 23  | 24  |
| 22  | 25  | 26  | 27  | 28  | 29  | 30  | 31  |

| Juni | Juni | Juni | Juni | Juni | Juni | Juni | Juni |
| Kw   | Mo   | Di   | Mi   | Do   | Fr   | Sa   | So   |
| ---- | ---- | ---- | ---- | ---- | ---- | ---- | ---- |
| 23   | 1    | 2    | 3    | 4    | 5    | 6    | 7    |
| 24   | 8    | 9    | 10   | 11   | 12   | 13   | 14   |
| 25   | 15   | 16   | 17   | 18   | 19   | 20   | 21   |
| 26   | 22   | 23   | 24   | 25   | 26   | 27   | 28   |
| 27   | 29   | 30   |      |      |      |      |      |

| Juli | Juli | Juli | Juli | Juli | Juli | Juli | Juli |
| Kw   | Mo   | Di   | Mi   | Do   | Fr   | Sa   | So   |
| ---- | ---- | ---- | ---- | ---- | ---- | ---- | ---- |
| 27   |      |      | 1    | 2    | 3    | 4    | 5    |
| 28   | 6    | 7    | 8    | 9    | 10   | 11   | 12   |
| 29   | 13   | 14   | 15   | 16   | 17   | 18   | 19   |
| 30   | 20   | 21   | 22   | 23   | 24   | 25   | 26   |
| 31   | 27   | 28   | 29   | 30   | 31   |      |      |

| August | August | August | August | August | August | August | August |
| Kw     | Mo     | Di     | Mi     | Do     | Fr     | Sa     | So     |
| ------ | ------ | ------ | ------ | ------ | ------ | ------ | ------ |
| 31     |        |        |        |        |        | 1      | 2      |
| 32     | 3      | 4      | 5      | 6      | 7      | 8      | 9      |
| 33     | 10     | 11     | 12     | 13     | 14     | 15     | 16     |
| 34     | 17     | 18     | 19     | 20     | 21     | 22     | 23     |
| 35     | 24     | 25     | 26     | 27     | 28     | 29     | 30     |
| 36     | 31     |        |        |        |        |        |        |

| September | September | September | September | September | September | September | September |
| Kw        | Mo        | Di        | Mi        | Do        | Fr        | Sa        | So        |
| --------- | --------- | --------- | --------- | --------- | --------- | --------- | --------- |
| 36        |           | 1         | 2         | 3         | 4         | 5         | 6         |
| 37        | 7         | 8         | 9         | 10        | 11        | 12        | 13        |
| 38        | 14        | 15        | 16        | 17        | 18        | 19        | 20        |
| 39        | 21        | 22        | 23        | 24        | 25        | 26        | 27        |
| 40        | 28        | 29        | 30        |           |           |           |           |

| Oktober | Oktober | Oktober | Oktober | Oktober | Oktober | Oktober | Oktober |
| Kw      | Mo      | Di      | Mi      | Do      | Fr      | Sa      | So      |
| ------- | ------- | ------- | ------- | ------- | ------- | ------- | ------- |
| 40      |         |         |         | 1       | 2       | 3       | 4       |
| 41      | 5       | 6       | 7       | 8       | 9       | 10      | 11      |
| 42      | 12      | 13      | 14      | 15      | 16      | 17      | 18      |
| 43      | 19      | 20      | 21      | 22      | 23      | 24      | 25      |
| 44      | 26      | 27      | 28      | 29      | 30      | 31      |         |

| November | November | November | November | November | November | November | November |
| Kw       | Mo       | Di       | Mi       | Do       | Fr       | Sa       | So       |
| -------- | -------- | -------- | -------- | -------- | -------- | -------- | -------- |
| 44       |          |          |          |          |          |          | 1        |
| 45       | 2        | 3        | 4        | 5        | 6        | 7        | 8        |
| 46       | 9        | 10       | 11       | 12       | 13       | 14       | 15       |
| 47       | 16       | 17       | 18       | 19       | 20       | 21       | 22       |
| 48       | 23       | 24       | 25       | 26       | 27       | 28       | 29       |
| 49       | 30       |          |          |          |          |          |          |

| Dezember | Dezember | Dezember | Dezember | Dezember | Dezember | Dezember | Dezember |
| Kw       | Mo       | Di       | Mi       | Do       | Fr       | Sa       | So       |
| -------- | -------- | -------- | -------- | -------- | -------- | -------- | -------- |
| 49       |          | 1        | 2        | 3        | 4        | 5        | 6        |
| 50       | 7        | 8        | 9        | 10       | 11       | 12       | 13       |
| 51       | 14       | 15       | 16       | 17       | 18       | 19       | 20       |
| 52       | 21       | 22       | 23       | 24       | 25       | 26       | 27       |
| 53       | 28       | 29       | 30       | 31       |          |          |          |

| Januar | Januar | Januar | Januar | Januar | Januar | Januar | Januar |
| Kw     | Mo     | Di     | Mi     | Do     | Fr     | Sa     | So     |
| ------ | ------ | ------ | ------ | ------ | ------ | ------ | ------ |
| 1      |        |        |        | 1      | 2      | 3      | 4      |
| 2      | 5      | 6      | 7      | 8      | 9      | 10     | 11     |
| 3      | 12     | 13     | 14     | 15     | 16     | 17     | 18     |
| 4      | 19     | 20     | 21     | 22     | 23     | 24     | 25     |
| 5      | 26     | 27     | 28     | 29     | 30     | 31     |        |

| Februar | Februar | Februar | Februar | Februar | Februar | Februar | Februar |
| Kw      | Mo      | Di      | Mi      | Do      | Fr      | Sa      | So      |
| ------- | ------- | ------- | ------- | ------- | ------- | ------- | ------- |
| 5       |         |         |         |         |         |         | 1       |
| 6       | 2       | 3       | 4       | 5       | 6       | 7       | 8       |
| 7       | 9       | 10      | 11      | 12      | 13      | 14      | 15      |
| 8       | 16      | 17      | 18      | 19      | 20      | 21      | 22      |
| 9       | 23      | 24      | 25      | 26      | 27      | 28      |         |

| März | März | März | März | März | März | März | März |
| Kw   | Mo   | Di   | Mi   | Do   | Fr   | Sa   | So   |
| ---- | ---- | ---- | ---- | ---- | ---- | ---- | ---- |
| 9    |      |      |      |      |      |      | 1    |
| 10   | 2    | 3    | 4    | 5    | 6    | 7    | 8    |
| 11   | 9    | 10   | 11   | 12   | 13   | 14   | 15   |
| 12   | 16   | 17   | 18   | 19   | 20   | 21   | 22   |
| 13   | 23   | 24   | 25   | 26   | 27   | 28   | 29   |
| 14   | 30   | 31   |      |      |      |      |      |

| April | April | April | April | April | April | April | April |
| Kw    | Mo    | Di    | Mi    | Do    | Fr    | Sa    | So    |
| ----- | ----- | ----- | ----- | ----- | ----- | ----- | ----- |
| 14    |       |       | 1     | 2     | 3     | 4     | 5     |
| 15    | 6     | 7     | 8     | 9     | 10    | 11    | 12    |
| 16    | 13    | 14    | 15    | 16    | 17    | 18    | 19    |
| 17    | 20    | 21    | 22    | 23    | 24    | 25    | 26    |
| 18    | 27    | 28    | 29    | 30    |       |       |       |

| Mai | Mai | Mai | Mai | Mai | Mai | Mai | Mai |
| Kw  | Mo  | Di  | Mi  | Do  | Fr  | Sa  | So  |
| --- | --- | --- | --- | --- | --- | --- | --- |
| 18  |     |     |     |     | 1   | 2   | 3   |
| 19  | 4   | 5   | 6   | 7   | 8   | 9   | 10  |
| 20  | 11  | 12  | 13  | 14  | 15  | 16  | 17  |
| 21  | 18  | 19  | 20  | 21  | 22  | 23  | 24  |
| 22  | 25  | 26  | 27  | 28  | 29  | 30  | 31  |

| Juni | Juni | Juni | Juni | Juni | Juni | Juni | Juni |
| Kw   | Mo   | Di   | Mi   | Do   | Fr   | Sa   | So   |
| ---- | ---- | ---- | ---- | ---- | ---- | ---- | ---- |
| 23   | 1    | 2    | 3    | 4    | 5    | 6    | 7    |
| 24   | 8    | 9    | 10   | 11   | 12   | 13   | 14   |
| 25   | 15   | 16   | 17   | 18   | 19   | 20   | 21   |
| 26   | 22   | 23   | 24   | 25   | 26   | 27   | 28   |
| 27   | 29   | 30   |      |      |      |      |      |

| Juli | Juli | Juli | Juli | Juli | Juli | Juli | Juli |
| Kw   | Mo   | Di   | Mi   | Do   | Fr   | Sa   | So   |
| ---- | ---- | ---- | ---- | ---- | ---- | ---- | ---- |
| 27   |      |      | 1    | 2    | 3    | 4    | 5    |
| 28   | 6    | 7    | 8    | 9    | 10   | 11   | 12   |
| 29   | 13   | 14   | 15   | 16   | 17   | 18   | 19   |
| 30   | 20   | 21   | 22   | 23   | 24   | 25   | 26   |
| 31   | 27   | 28   | 29   | 30   | 31   |      |      |

| August | August | August | August | August | August | August | August |
| Kw     | Mo     | Di     | Mi     | Do     | Fr     | Sa     | So     |
| ------ | ------ | ------ | ------ | ------ | ------ | ------ | ------ |
| 31     |        |        |        |        |        | 1      | 2      |
| 32     | 3      | 4      | 5      | 6      | 7      | 8      | 9      |
| 33     | 10     | 11     | 12     | 13     | 14     | 15     | 16     |
| 34     | 17     | 18     | 19     | 20     | 21     | 22     | 23     |
| 35     | 24     | 25     | 26     | 27     | 28     | 29     | 30     |
| 36     | 31     |        |        |        |        |        |        |

| September | September | September | September | September | September | September | September |
| Kw        | Mo        | Di        | Mi        | Do        | Fr        | Sa        | So        |
| --------- | --------- | --------- | --------- | --------- | --------- | --------- | --------- |
| 36        |           | 1         | 2         | 3         | 4         | 5         | 6         |
| 37        | 7         | 8         | 9         | 10        | 11        | 12        | 13        |
| 38        | 14        | 15        | 16        | 17        | 18        | 19        | 20        |
| 39        | 21        | 22        | 23        | 24        | 25        | 26        | 27        |
| 40        | 28        | 29        | 30        |           |           |           |           |

| Oktober | Oktober | Oktober | Oktober | Oktober | Oktober | Oktober | Oktober |
| Kw      | Mo      | Di      | Mi      | Do      | Fr      | Sa      | So      |
| ------- | ------- | ------- | ------- | ------- | ------- | ------- | ------- |
| 40      |         |         |         | 1       | 2       | 3       | 4       |
| 41      | 5       | 6       | 7       | 8       | 9       | 10      | 11      |
| 42      | 12      | 13      | 14      | 15      | 16      | 17      | 18      |
| 43      | 19      | 20      | 21      | 22      | 23      | 24      | 25      |
| 44      | 26      | 27      | 28      | 29      | 30      | 31      |         |

| November | November | November | November | November | November | November | November |
| Kw       | Mo       | Di       | Mi       | Do       | Fr       | Sa       | So       |
| -------- | -------- | -------- | -------- | -------- | -------- | -------- | -------- |
| 44       |          |          |          |          |          |          | 1        |
| 45       | 2        | 3        | 4        | 5        | 6        | 7        | 8        |
| 46       | 9        | 10       | 11       | 12       | 13       | 14       | 15       |
| 47       | 16       | 17       | 18       | 19       | 20       | 21       | 22       |
| 48       | 23       | 24       | 25       | 26       | 27       | 28       | 29       |
| 49       | 30       |          |          |          |          |          |          |

| Dezember | Dezember | Dezember | Dezember | Dezember | Dezember | Dezember | Dezember |
| Kw       | Mo       | Di       | Mi       | Do       | Fr       | Sa       | So       |
| -------- | -------- | -------- | -------- | -------- | -------- | -------- | -------- |
| 49       |          | 1        | 2        | 3        | 4        | 5        | 6        |
| 50       | 7        | 8        | 9        | 10       | 11       | 12       | 13       |
| 51       | 14       | 15       | 16       | 17       | 18       | 19       | 20       |
| 52       | 21       | 22       | 23       | 24       | 25       | 26       | 27       |
| 53       | 28       | 29       | 30       | 31       |          |          |          |

## Ereignisse

### Politik und Weltgeschehen

#### Heiliges Römisches Reich

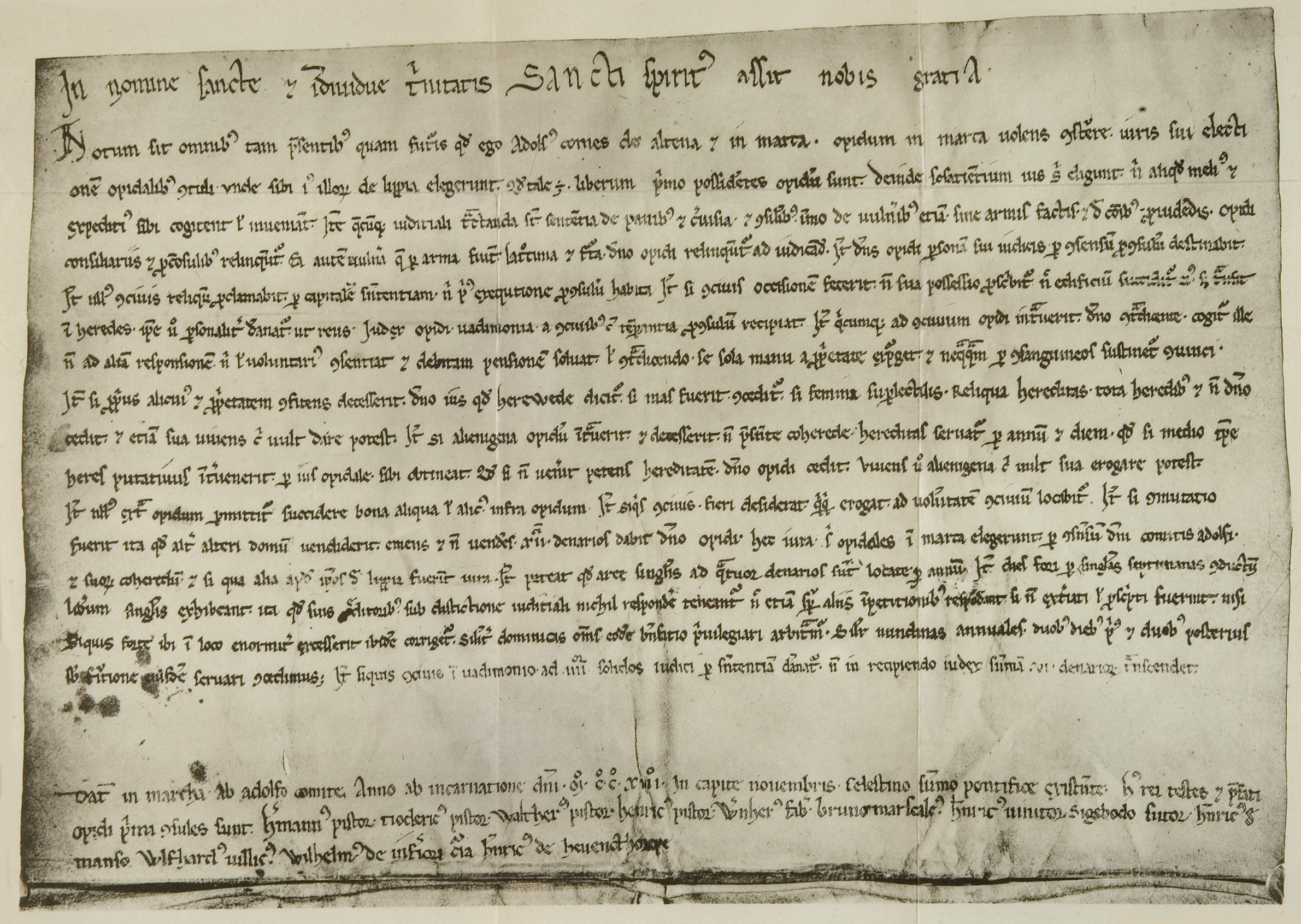
Gründungsprivileg und Stadtrechte von Hamm

- 4. März (Aschermittwoch): Die Stadt Hamm wird als Folge der Strafaktionen nach der Ermordung des Reichsverwesers des Heiligen Römischen Reiches und Erzbischofs von Köln Engelbert von Berg im Vorjahr gegründet. Die Burg und Vorgängerstadt Nienbrügge etwa 1 km westlich von der Altstadt Hamm wurde als Besitz des als Hauptverschwörer angesehenen Grafen Friedrich von Isenberg durch dessen Vetter Adolf I. Graf von der Mark, Altena und Krieckenbeck im Auftrag der kölnischen Kirche zerstört, die Bürger und ihre Habe in das Ham – den Winkel zwischen Lippe und Ahse – umgesiedelt. Hamm wird als älteste Stadtgründung in der Grafschaft Mark deren Hauptstadt und bleibt bis ins 19. Jahrhundert Hauptsitz der Verwaltung des bedeutendsten weltlichen Territoriums in Westfalen.
- 6. März: Mailand erneuert mit Bologna, Brescia, Mantua, Padua, Vicenza und Treviso den Lombardenbund gegen Kaiser Friedrich II., der für Ostern einen Hoftag in Cremona einberufen hat. Piacenza, Verona, Alessandria und Faenza schließen sich dem Bündnis wenig später an. Der Bund verhindert durch Straßensperren Zusammenkünfte Friedrichs II. mit Reichsfürsten auf italienischem Gebiet und wird dafür wegen Behinderung des Kreuzzugsvorhabens mit dem päpstlichen Bann belegt.
- 26. März: In der Goldbulle von Rimini bestätigt Friedrich II. dem Deutschen Orden die Herrschaft über das Kulmer Land. Damit wird der Orden faktisch den Reichsfürsten gleichgestellt.

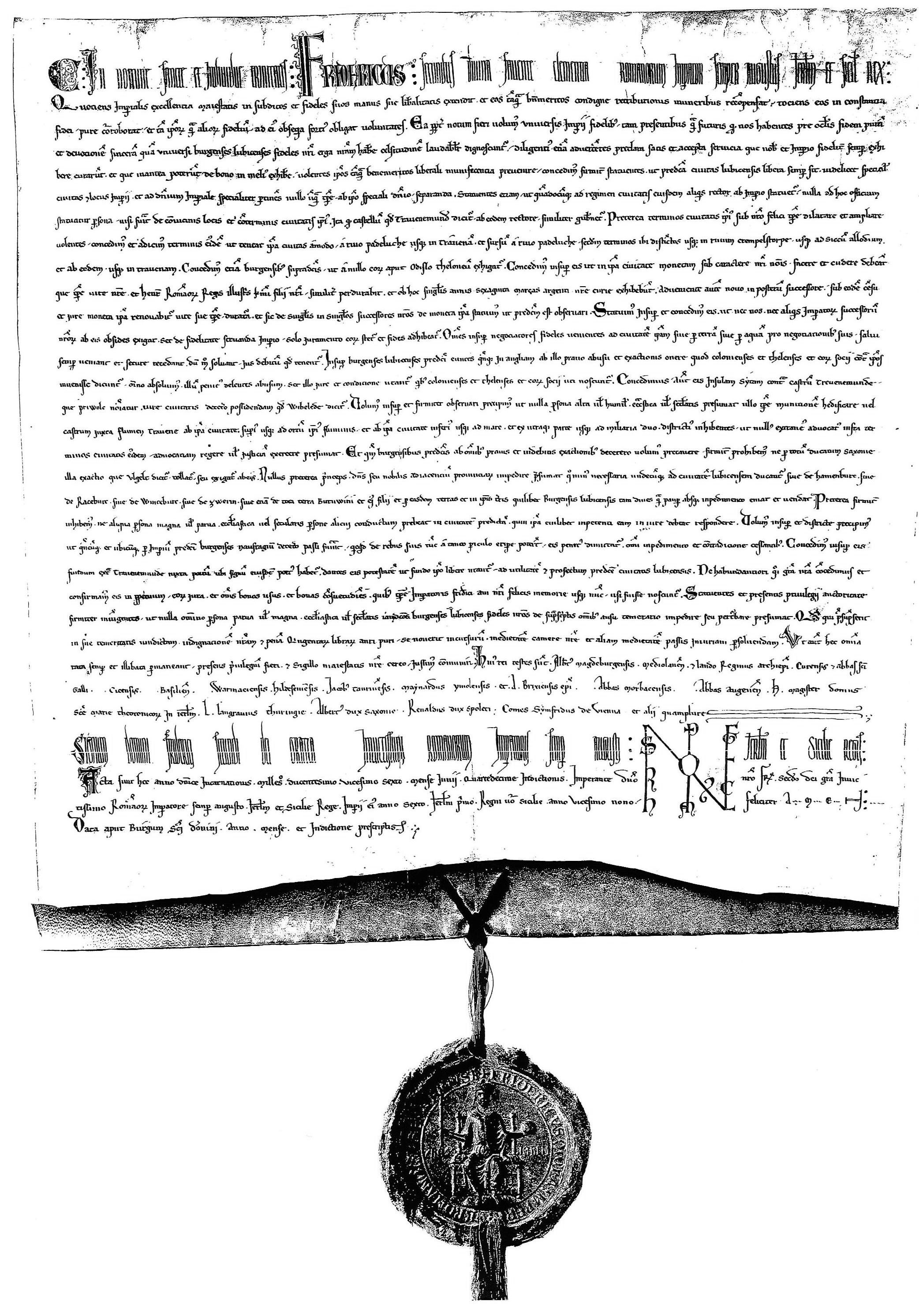
Scan des Reichsfreiheitsbriefes der Hansestadt Lübeck

- Im Juni erwirbt Lübeck als erste deutsche Stadt mit der Reichsfreiheit auch das Münzrecht. Kaiser Friedrich II. stellt den Lübecker Reichsfreiheitsbrief in Fidenta in der Provinz Parma aus und übergibt ihn Sendboten des Rates der Stadt. Die Hansestädte gewinnen für den Handel an Bedeutung. Allerdings verlangt der Kaiser eine Abgabe vom Münzgewinn. Im Heiligen Römischen Reich entstehen in der Folge die unmittelbar dem Kaiser unterstellten Reichsstädte.
- 14. November: Friedrich von Isenberg wird als Anführer der Mörder des Erzbischofs von Köln und Reichsverwesers zu Köln vor dem Severinstor gerädert. Sein Cousin Adolf I. von der Mark bringt im Anschluss die isenbergischen Besitzungen in seine Gewalt. Das führt Jahre später zu den Isenberger Wirren, einer Fehde mit Dietrich von Altena-Isenberg.

#### Norddeutschland/Dänemark
- Nachdem er sich am 26. Juni moralische Rückendeckung von Papst Honorius III. geholt hat, beginnt der dänische König Waldemar II. mit einem Rückeroberungsfeldzug gegen die norddeutschen Fürsten, insbesondere Heinrich von Schwerin, der ihn 1223 entführt hatte. Er marschiert zunächst in Dithmarschen ein.

#### Frankreich

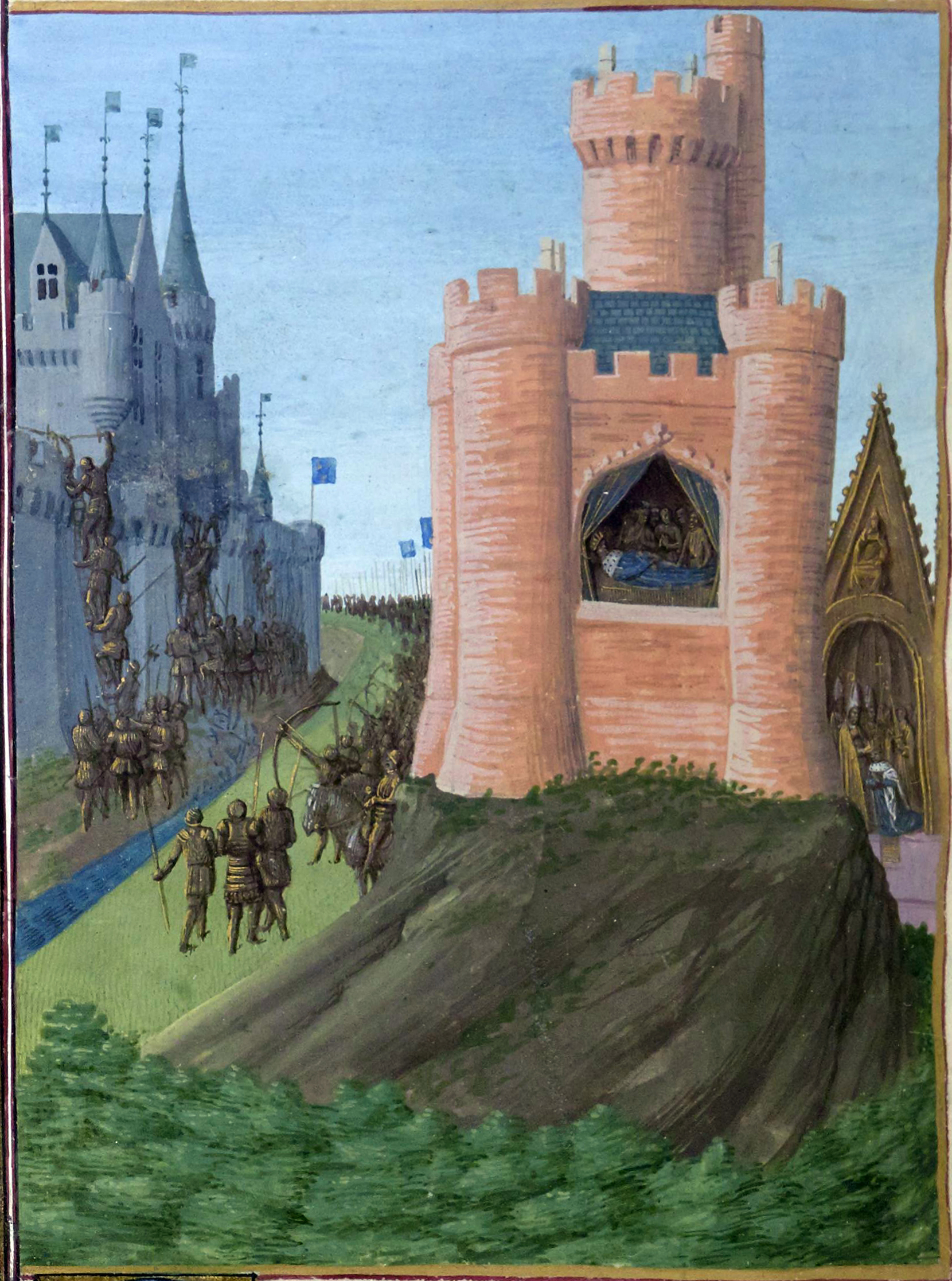
Tod Ludwigs VIII.
rechts daneben: die Krönung Ludwigs IX.
im Hintergrund: die Belagerung von Avignon (Jean Fouquet)

- Mai: Mit Rückendeckung des päpstlichen Legaten Romano Bonaventura bricht der französische König Ludwig VIII. zu einem neuerlichen „Kreuzzug“ gegen Okzitanien auf, um es direkt der französischen Krondomäne einzuverleiben. Die meisten der durch den Albigenserkreuzzug ausgebluteten Städte und Grafschaften unterwerfen sich kampflos. Nur Raimund VII. von Toulouse nimmt neuerlich den Kampf auf. Ihm schließen sich die Städte Toulouse, Agen und später auch Avignon an.
- 7. Juni: Avignon verweigert den Kreuzrittern den Durchzug. Ludwig VIII. beginnt mit der Belagerung der Stadt, die im September kapitulieren muss. Nîmes, Beaucaire, Narbonne, Carcassonne, Montpellier und Pamiers ergeben sich kampflos. Auf eine Belagerung von Toulouse verzichtet Ludwig aufgrund seines durch Krankheiten geschwächten Heeres. Er macht sich auf den Weg zurück in den Norden, lässt jedoch ein Heer unter der Führung von Humbert de Beaujeau im Languedoc.
- 8. November: Auf der Rückreise in den Norden stirbt Ludwig VIII. in Montpensier an einer Ruhrerkrankung. Auf dem Sterbebett lässt er die Großen seines Königreiches auf seinen noch unmündigen ältesten Sohn einschwören.

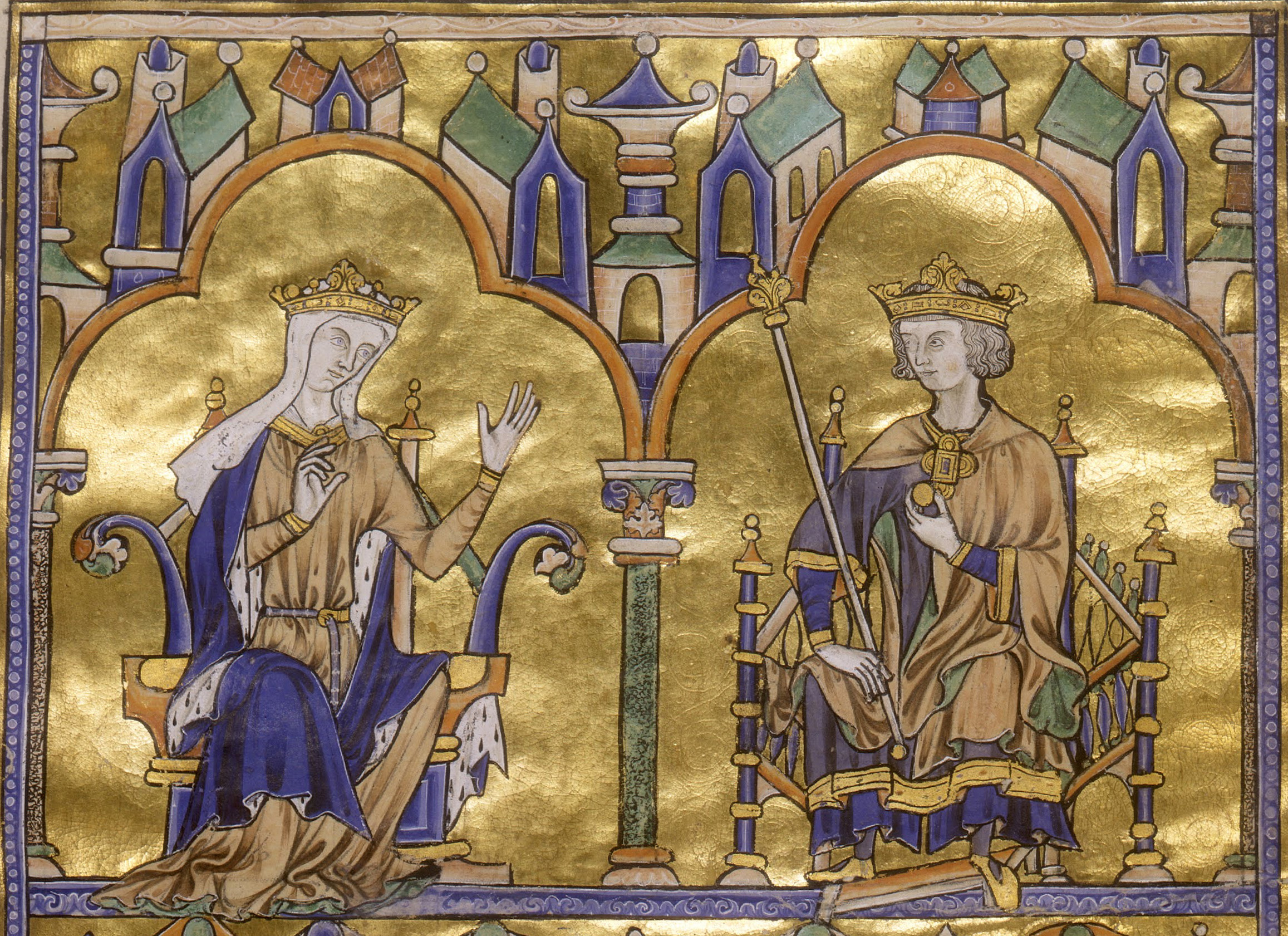
Blanka von Kastilien und ihr Sohn Ludwig IX

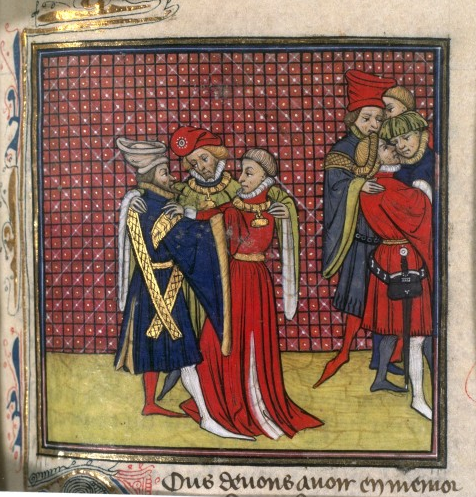
Theobald von Champagne, Peter Mauclerc von Bretagne und Hugo von Lusignan verschwören sich gegen die Regentin

- 29. November: Ludwig IX. wird mit 12 Jahren in Reims durch den Bischof von Soissons, Jacques de Bazoches, zum König gesalbt und gekrönt. Auf eine traditionelle Weihe durch den Erzbischof von Reims muss verzichtet werden, da seit dem Tod des Erzbischofs Guillaume de Joinville drei Wochen zuvor dieses Kirchenamt noch vakant ist. Die Regentschaft übernimmt Ludwigs Mutter Blanka von Kastilien, allerdings formiert sich eine starke Adelsopposition unter der Führung von Peter Mauclerc, Hugo X. von Lusignan und Graf Theobald IV. von Champagne, die der Krönung Ludwigs demonstrativ fernbleiben.
- Raimund von Toulouse erobert unter anderem Auterive und gewinnt Roger Bernard II. von Foix als Bundesgenossen. Dagegen erneuert der Erzbischof von Narbonne, Pierre Amiel, seine Exkommunizierung und Enteignung wie auch die seiner Verbündeten.

#### Iberische Halbinsel
- Portugal unter König Sancho II. erleidet während der Reconquista gegen die Taifa-Königreiche in al-Andalus einen Rückschlag mit der Niederlage in der Schlacht bei Elvas gegen die Mauren. Er muss die Belagerung der von den Almohaden gehaltenen Stadt abbrechen.

#### Naher Osten/Kaukasus
- 9. März: Dschalal ad-Din Mengübirti und die Choresm-Schahs erobern die georgische Hauptstadt Tiflis und begehen ein Massaker an der Bevölkerung. Königin Rusudan ist nach Westgeorgien geflohen.

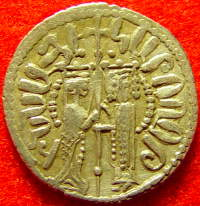
Münze mit dem Königspaar Isabel und Hethum I.

- Philipp von Antiochia wird nach zwei Jahren in Gefangenschaft vergiftet. Konstantin von Lambron verheiratet am 14. Juni Philipps Gattin Zabel mit seinem Sohn Hethum, der damit de iure uxoris zum König von Kleinarmenien wird.
- 10. Juli: Nur neun Monate nach seiner Thronbesteigung stirbt az-Zāhir bi-amr Allāh. Sein Sohn al-Mustansir wird sechsunddreißigster Kalif der Abbasiden in Ägypten.

#### Südostasien

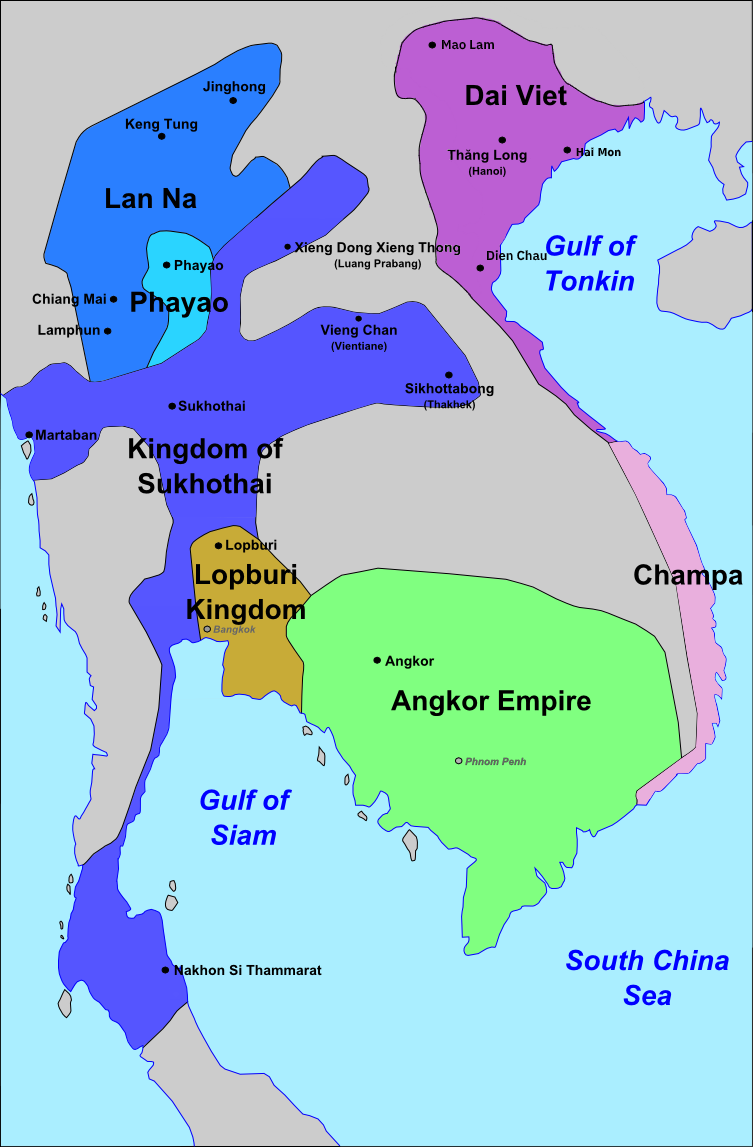
Südostasien im 13. Jahrhundert

- 11. Januar: Der siebenjährige Trần Thái Tông wird nach seiner Hochzeit mit der gleichaltrigen Lý Chiêu Hoàng zum ersten Kaiser der Trần-Dynastie im vietnamesischen Reich Đại Việt gekrönt, seine Gattin, die letzte Kaiserin der Lý-Dynastie, zur Kaiser-Gemahlin degradiert.

#### Urkundliche Ersterwähnungen und Ortsgründungen
- Znaim wird rund 80 Jahre nach seiner Zerstörung neu gegründet und vom böhmischen König Ottokar I. Přemysl zur Königsstadt erhoben.
- Arboldswil, Boningen, Dörlinbach, Gunzgen, Gysenstein, Hersberg, Holderbank, Itingen, Kilchberg, Lampenberg, Läufelfingen, Nikolausrieth, Ringsheim, Rodersdorf, Rötgesbüttel, Scheunen, Sissach, Starnberg, Stüsslingen, Wisen und Ziefen werden erstmals urkundlich erwähnt.
- Die Klickmühle bei Hannover wird erstmals urkundlich erwähnt.
- Die Burg Hohenstein im Elsass wird erstmals urkundlich erwähnt.
- Der Bau von Burg Lahneck beginnt.

### Religion
- 26. Dezember: Nur acht Tage nach dem Tod seines Vorgängers Benedict of Sawston wird Henry of Sandford zum Bischof von Rochester gewählt. Zwar beschweren sich die Mönche des Kathedralpriorats von Canterbury, weil nach altem Brauch zunächst der Bischofsstab des verstorbenen Bischofs nach Canterbury gebracht werden soll, bevor ein neuer Bischof gewählt werden darf. Erzbischof Stephen Langton entscheidet jedoch, dass dieser Streit später geregelt werden könne.

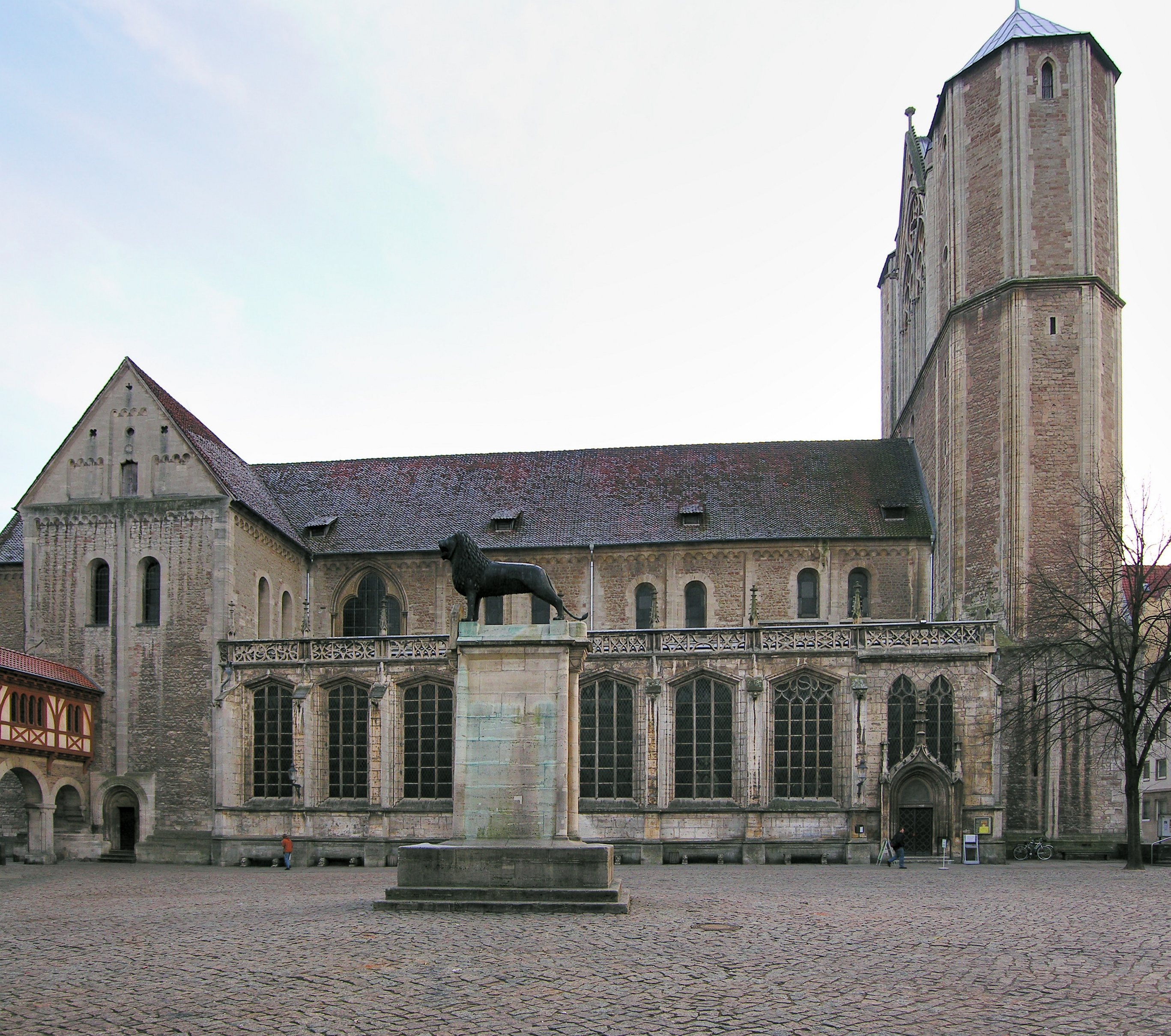
Braunschweiger Dom

- 29. Dezember: Der Braunschweiger Dom wird nach 53-jähriger Bauzeit geweiht.
- Die Grace Dieu Abbey in Wales wird gegründet.

## Geboren

### Geburtsdatum gesichert
- 21. Juni: Bolesław V., Herzog von Polen († 1279)
- 2. November: Isabel de Clare, englisch-schottische Adlige († nach 1264)

### Genaues Geburtsdatum unbekannt
- Ata al-Mulk Dschuwaini, persischer Historiker († 1283)
- Gertrud von Babenberg, Herzogin von Mödling, Titularherzogin von Österreich und der Steiermark und Markgräfin von Baden († 1288)
- Maria von Brabant, Herzogin von Bayern und Pfalzgräfin bei Rhein († 1256)
- Xie Fangde, chinesischer Literat († 1289)

### Geboren um 1226
- Malatesta da Verucchio, italienischer Condottiere und Herr von Rimini († 1312)
- 1225 oder 1226: Gregorius Bar-Hebraeus, Universalgelehrter und Maphrian des Ostens der Syrisch-Orthodoxen Kirche († 1286)

## Gestorben

### Januar bis August
- 7. März: William Longespée, englischer Magnat (* um 1167)
- 8./9. April: Konrad IV. von Frontenhausen, deutscher Graf, Bischof von Regensburg und Kanzler des Königs Philipp von Schwaben (* um 1170)
- 1. Mai: Richard Marsh, Bischof von Durham und Lordkanzler von England
- vor dem 14. Juni: Philipp von Antiochia, König von Kleinarmenien
- 19. Juni: Agnes von Bar, Herzogin von Lothringen (* um 1177)
- 10. Juli: az-Zāhir bi-amr Allāh, Kalif der Abbasiden in Ägypten (* 1175)
- 10. Juli: Budilov, Bischof von Prag
- um den 18. Juli: Dietrich III. von Isenberg, Bischof von Münster
- August: Guido I., Graf von Saint-Pol und Auxerre

### September bis Dezember
- 9. September: Rudolf von Güttingen, Abt von St. Gallen und Bischof von Chur
- 13. September: Bouchard I. de Marly, französischer Ritter und Kreuzfahrer, Herr von Marly und Saissac
- 16./17. September: Pandulf, päpstlicher Legat in England und Bischof von Norwich

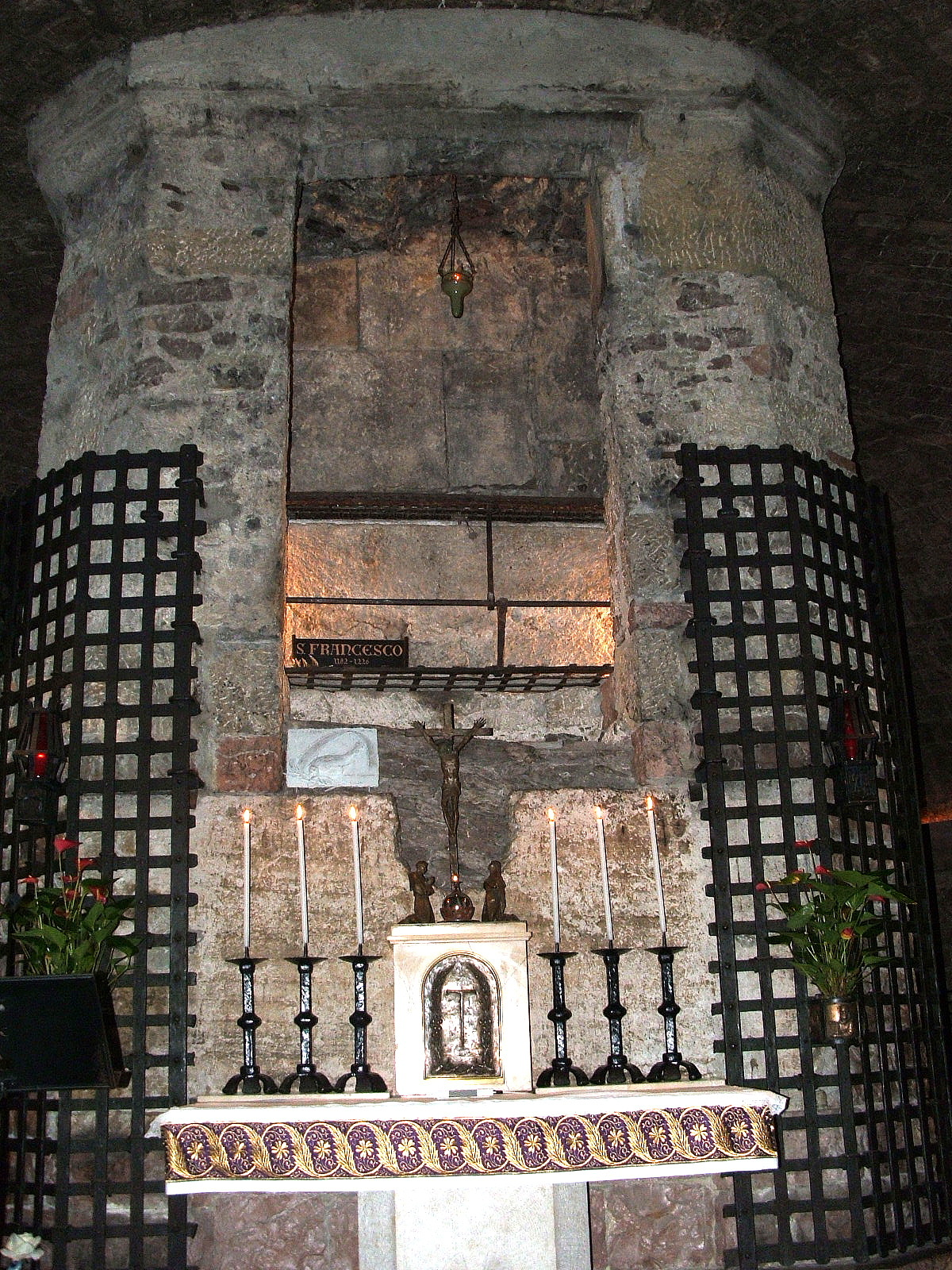
Grab des Franz von Assisi in der Basilika San Francesco in Assisi

- 3. Oktober: Franz von Assisi, Gründer des christlichen Franziskanerordens, Heiliger der katholischen Kirche (* 1181/1182)
- 6. November: Guillaume de Joinville, Bischof von Langres und Erzbischof von Reims
- 8. November: Ludwig VIII., König von Frankreich (* 1187)
- 14. November: Friedrich von Isenberg, deutscher Graf, wegen Mordes hingerichtet
- 24. November: William Brewer, englischer Adeliger, Beamter und Richter (* um 1145)
- 5. Dezember: Heinrich Borwin II., Fürst zu Mecklenburg und Herr von Rostock (* 1170)
- 18. Dezember: Benedict of Sawston, Bischof von Rochester

### Genaues Todesdatum unbekannt
- Anna von Zähringen, Gräfin von Kyburg (* 1162)
- Der falsche Balduin, Hochstapler
- Falkes de Bréauté, ausländischer Söldner im Dienst des englischen Königs
- William Hastings, englischer Adliger und Rebell (* um 1190)
- Philipp II. von Courtenay, Markgraf von Namur (* 1195)
- Roger de Montbegon, englischer Adliger und Rebell (* um 1165)
- Slauko der Große, böhmischer Fürst, höchster Kämmerer und Kastellan von Bilin
- Walram IV., Herzog von Limburg, Markgraf von Arlon und Herr von Monschau (* um 1160)
- Wilhelm der Bretone, französischer Chronist (* um 1165)